# Buritis (Rondônia)
Buritis è un comune del Brasile nello Stato di Rondônia, parte della mesoregione di Madeira-Guaporé e della microregione di Porto Velho.